# Coleophora gardesanella
Coleophora gardesanella é uma espécie de mariposa do gênero Coleophora pertencente à família Coleophoridae.